# 橘髙淳
橘髙 淳（きったか あつし、1962年12月17日 - ）は、滋賀県大津市出身の元プロ野球選手（捕手）、元プロ野球審判員。審判員袖番号は9。

## 来歴
瀬田工業高では、捕手として布施寿則（豊橋技科大）とバッテリーを組み、3年次の1980年夏の甲子園にチーム初出場を果たす。3回戦でエース高山郁夫を擁する秋田商を降し、準々決勝では浜松商に大勝。しかし準決勝で早実高の荒木大輔に完封を喫する。
同年オフに、ドラフト外で阪神タイガースに入団。しかし、一軍公式戦に出場のないまま1983年オフに戦力外通告を受け、現役を引退。ブルペン捕手として球団に残るが、1年で退団。
1985年からブリンクマン審判学校を経て、セントラル・リーグ審判部入局。後に審判部主任→クルーチーフ→審判長補佐を務め、2021年シーズンより一般審判員に戻る。同じセ・リーグの審判を務めた渡真利克則は現役時代、阪神の同期生。
現役時代の背番号は65、ブルペン捕手時代の背番号は92。審判員袖番号は9（1988年の初採用から）。
2021年シーズン終了時点での通算出場試合数は2917試合。オールスターゲーム出場5回（1993年、2001年、2004年、2011年、2016年）、日本シリーズ出場7回（1999年、2003年、2004年、2007年、2011年、2014年、2017年）。オールスターゲームでは1993年第2戦、日本シリーズでは、2004年に第1戦、2003年に第4戦、2017年第5戦でそれぞれ球審を務めている。また、2006年のアジアシリーズにも出場している。
2011年5月25日の広島東洋カープ対埼玉西武ライオンズ戦に二塁塁審として出場し、通算2000試合出場を達成した。
2015年に開催された第1回WBSCプレミア12に派遣され、6試合に出場した。
また、2016年7月31日には、オリックス・バファローズ対埼玉西武ライオンズ第17回戦（京セラドーム大阪）で二塁塁審を務め、史上42人目となる通算2500試合出場を達成した。
2021年シーズン終了時点で、審判として現役最多出場記録を持っている。
2022年4月10日の千葉ロッテマリーンズ対オリックス・バファローズ第3回戦で球審を務め、その試合はロッテ先発佐々木朗希が完全試合、1試合19奪三振のプロ野球タイ記録（1995年4月21日にオリックス・バファローズの野田浩司に並ぶ）、そして13者連続奪三振の日本記録（1957年7月23日に阪急ブレーブスの梶本隆夫、1958年5月31日に東映フライヤーズの土橋正幸が記録した9者連続を超える）を達成するなど3つの大記録が生まれた。同年9月18日の阪神タイガース対東京ヤクルトスワローズ戦で史上19人目となる3000試合出場を達成した。このシーズンをもって定年退任した。
2025年より、東京スポーツにて連載「審眼」を開始。

## 人物
関西審判部として長年審判員を務めており、日本シリーズには7度出場している。
高校の2学年後輩に西崎幸広（元日本ハム・西武、投手）がいた。

## 判定が関連したエピソード
1994年5月10日、ヤクルト - 巨人戦（明治神宮野球場）
8回裏、ランナー2塁に野口寿浩がいる場面で、飯田哲也が放ったショートへの打球を巨人の川相昌弘が捕球後、三塁手長嶋一茂に送球、2塁から3塁に向かっていた走者の野口寿浩にタッチしたが、セーフ判定。一茂はこの判定に不服として、即座に三塁塁審、橘髙を押したため、暴力行為で一茂に退場を宣告した。
1994年6月10日、阪神 - 中日戦 (阪神甲子園球場)
1回裏、阪神のトーマス・オマリーが、中日の先発投手、佐藤秀樹が投げた投球をハーフスイング、球審を務めていた橘高はこれを空振り、ストライクの判定を下し、結果オマリーは空振り三振。オマリーはこの判定に不服とし、橘高に暴言を吐いたため、オマリーに退場を宣告。
1996年9月4日、広島 - 阪神戦 (広島市民球場)
6回裏、広島の野村謙二郎がショートへ放った打球を阪神の久慈照嘉がキャッチし、一塁へ送球。野村は一塁へヘッドスライディングしたが一塁塁審の橘髙はアウトの判定を下した。この判定に不服とした広島監督の三村敏之がベンチから飛び出し、猛抗議。その際に橘髙に蹴りを数発入れるなどの暴行を働いたため、橘髙は三村に退場を宣告した。三村に退場宣告後今度は野村が激昂、橘髙を突き飛ばしたため、野村にも退場を宣告した。
1998年7月31日、阪神 - 巨人戦（阪神甲子園球場）
6回裏、巨人のバルビーノ・ガルベスが阪神の坪井智哉に本塁打を打たれた直後、ホームランを打たれる直前の際どいコースのボールがストライクであるとして、球審である橘髙に不満な態度を見せる。投手交代のため、マウンドに内野陣が集まり、ベンチから監督の長嶋茂雄や投手コーチの堀内恒夫らが出て、長嶋がガルベスにベンチへ戻るように指示し、戻ろうとしていた途中、突然後ろを振り向き、橘髙にボールを投げつけた。橘髙の方へはバウンドしたボールが転がっただけで橘髙自身には当たらなかったが、この行為に橘髙も激怒し、ガルベスに向かって走り寄ってしまったためガルベスも応戦し、乱闘騒ぎになった。(ガルベスはそのシーズンの残り試合出場停止処分となった。)
1999年6月1日、中日 - 巨人戦(ナゴヤドーム)
4対3と巨人の1点リードの6回裏、中日の攻撃。無死満塁から打者・渡邉博幸の打球は左足に当たったかと思われたが、橘髙は当たっていないと判定し、その打球は捕手が処理して併殺打になった。この判定に中日監督の星野仙一が7分間に渡る猛抗議をしたが、判定は変わらず、試合もそのまま巨人が勝利した。
2000年5月6日、中日 - 横浜7回戦（ナゴヤドーム）
7回裏、中日の先頭打者・種田仁が見逃し三振となった際に球審の橘髙に詰め寄って騒然となる一幕があった。その後、この回の二死二塁の場面で投手の木塚敦志が打者の立浪和義に対して投げた内角低めの球を、橘髙はストライクと判定し、結果立浪は見逃し三振となった。この判定に不満を示した立浪が抗議した際、橘髙の胸を突いたとして退場処分を宣告され、直後に中日監督の星野仙一が橘髙に体当たりしながら抗議を行い、さらにこの騒動とは無関係の大西崇之が橘髙に掴みかかるなどしたとした。橘髙は右肋骨骨折と左肩、背中などの軽傷と診断された。なお、大西は星野を止めようと間に入ったところ、橘髙から「この若造が」と暴言を吐かれたことに憤慨して手を出してしまったと弁明しており、中日球団代表の伊藤修もビデオ映像を確認したところ、大西が乱闘を制止するため審判を引き離そうとしたところ、それを振り払おうとした橘髙の腕が大西の右顎に当たっていたと証言している。また中日球団社長の佐藤も、乱闘の際に審判の「お前ら勝手なことばかり言いやがって」という言葉を聞いたと証言している。最終的に星野、立浪、大西の3人が退場処分を受け、後日に星野には5日間の出場停止と50万円の罰金、立浪に5日間、大西に10日間の出場停止と10万円の罰金がそれぞれ科された。その後、星野、立浪、大西の3人に対しては、一般人の男性2人（1人は愛知県名古屋市中川区在住、もう1人は大分県大分市在住）がそれぞれ5月12日付で愛知県警察東警察署に対し、傷害罪もしくは暴行罪を適用すべきだとする刑事告発（傷害罪は親告罪ではないので誰でも刑事告発が可能）を行ったが、被害者である橘髙本人が「グラウンドの上で起きたこと。3人はセ・リーグや中日球団から出場停止や罰金の処分を受けており、これ以上の処罰は望まない」という上申書を提出したことから、愛知県警捜査一課と東署は同年6月27日、3人について不起訴処分相当の意見書を付した上で名古屋地方検察庁へ書類送検し、名古屋地検も前述の上申書や、3人がいずれも傷害の事実を認め深く反省している点などを考慮し、同年10月16日付で3人を起訴猶予処分とした。
2000年6月7日、巨人 - 阪神戦（東京ドーム）
打席を3回外した阪神の和田豊に対し、巨人のダレル・メイは和田の頭めがけて故意にボールを投げつけた。ボールは和田の頭部付近を通ったが、球審の橘髙はその時点では処置をしなかった。しかし試合後、メイが「to him」と発言したため、後日連盟より、出場停止10日間、罰金50万円の処分を受けた。橘髙を含む審判団は、本来ならば投球時点で確認を行い厳正な処分を行うべきであるとして、連盟より厳重戒告の処分を受けた。
2004年10月16日、中日 - 西武戦（2004年の日本シリーズ第1戦、ナゴヤドーム）
5回裏、中日の攻撃。一死一塁から中日の谷繁元信の打球は捕手前のゴロとなった。西武の野田浩輔がこれを処理し直ちに谷繁に触球を試みた。球審の橘髙は野田が打者走者の谷繁に触球したと判定し、アウトを宣告した。続いて野田は二塁へ送球。橘髙のアウトの宣告が聞こえていなかったのか、二塁塁審の杉永政信は一塁走者のオマール・リナレスにフォースアウトを宣告した。この判定を受け、ショートを守っていた西武の中島裕之は一塁に送球。西武側は併殺したと判断し、ベンチに引き上げた。すると中日監督の落合博満は審判団に、「打者走者に対する触球によってアウトが宣告されたのなら、二塁はタッチプレーになる。一塁走者はアウトではない」と主張した。審判団は協議の上、杉永によるフォースアウトの判定を取り消し、二死二塁からの再開を決めた。この判定に対し西武監督の伊東勤が、「一度審判員がアウトと言ったのだから…」とこの決定に対して異議を唱える。この間、約49分にわたり試合が中断、最後はこの試合の責任審判であった左翼外審の友寄正人と、橘髙が場内アナウンスで謝罪する事態となった。この件で審判団はコミッショナーから厳重注意を受けた。
2005年9月7日、中日 - 阪神戦（ナゴヤドーム）
9回表、阪神の攻撃。阪神の中村豊の本塁突入の際のクロスプレーの判定を巡り、阪神監督の岡田彰布らによる抗議で試合が一時中断した。さらに9回裏、中日の攻撃。無死二・三塁の場面で、打者・谷繁元信の打球は二塁方向へのゴロで、セカンドを守っていた阪神の関本健太郎はスタートを切った三塁走者のアレックス・オチョアをアウトにしようと本塁に送球したが、球審の橘髙はセーフと判定した。平田勝男ヘッドコーチはこれを不服としてベンチから飛び出し、橘髙に暴力行為を働いたため、橘髙は平田ヘッドコーチに退場を宣告した。岡田監督が選手全員を一旦ベンチに引き上げさせ、試合は18分間中断した。
2011年10月2日、西武 - ソフトバンク戦（西武ドーム）
9回裏の西武の攻撃、打者・栗山巧のハーフスイングを橘高はスイングと判定、空振り三振で試合が終了した。その判定に抗議してきた西武の渡辺久信監督に、ハーフスイングの抗議は禁じられていることを伝えようとしたが、「ガタガタ」と言いかけてしまい渡辺監督を激昂させてしまう。橘高は発言をすぐに取り消し、謝罪するも渡辺の怒りは収まらなかった。
2012年8月31日、阪神 - 広島戦 (阪神甲子園球場)
6回裏阪神の攻撃で一死二・三塁の状況で、打者・能見篤史のスクイズに投手・ブライアン・バリントンはウエストしたが、能見のバット付近で急にボールの軌道が変わり、捕手・倉義和が捕球できずにボールがバックネット方向に転がった。球審の橘髙が空振りストライクの判定をしたため、 3塁走者・平野恵一がホームインし得点が認められた(公式記録は平野の本盗)。なお、打者・能見、 3塁走者・平野ともに当初はファウルと認識していたような行動をとっており、 2塁走者・藤井彰人は、3塁付近まで行っていたものの帰塁している。この橘髙の判定に対し、広島・野村謙二郎監督はファウルではないかと猛抗議したが認められず、 5分を越えた時点で遅延行為として退場処分を受けた。ちなみに複数のテレビカメラでボールがバットに当たっていることが確認でき、塁審も｢当たったのでは?｣と具申をしている。橘髙の判定の根拠｢一番近くで見ていた｣が最大のネックとなった。
2019年5月4日、広島 - 巨人戦（マツダスタジアム）
1回裏1死、菊池涼介がショートへの強いライナーを放つ。坂本勇人がそれを落球した後あわてて1塁に送球したが送球が高く浮き、一塁手の中島宏之がジャンプして捕球したがベースから離れファールゾーンに着地した。菊池は中島との衝突を避けようとしてフェアゾーン側に入った。菊池はフェアゾーン側をそのまま駆け抜けて通常通りに戻れば良かったが、もしかしたらアウトになると思った菊池は1塁にとどまろうとしたが果たせず、崩れるように止まって1塁に頭から飛びついて戻ったところを、中島がタッチして一塁塁審の橘髙はアウトを宣告した（記録は遊ゴロ失策と打者走者の走塁死）。橘髙は試合後、菊池が起き上がった瞬間に「二塁に向かう意思があった」と判定したことを述べた。広島は即日、この判定に至った審判団の判断について、「公認野球規則5.09b（4）の例外」の文面を理由に「直ちに帰塁するならタッチされてもアウトにならないはず」と、アウトセーフの判定でなくルールがどうなのかを確認するためセントラル・リーグに意見書を提出した。この意見書の回答は明かされていない。菊池は「誰がどう見ても（二塁に）行こうとしていない。」と語っているが、井端弘和はアウト判定が正しいかどうかはわからないとした上で、ルールに自信が持てなかった菊池が頭からベースに戻ったことで二塁に進塁する意思があったと考察することができると解説している。またこのプレーではリクエスト判定に対しての認識違いも問題となった。菊池が二塁へ向かったかどうかの判定はリクエスト対象外であるが、判定内容の確認に出た広島監督の緒方孝市が審判団とやり取りをするうちに、緒方が菊池の二塁へ向かったかどうかをリクエスト判定してもらえると勘違いし、審判団は緒方がリクエスト可能範囲を認識できていないことを理解しないままタッチプレーのタイミングへのリクエスト判定を行った。結果中島のタッチが早かったというアウト判定となり、もう一度確認しようとダッグアウトから出た緒方を審判団はリクエスト判定についての抗議とみなし退場処分とした。

## 詳細情報

### 年度別打撃成績
- 一軍公式戦出場なし

### 背番号
- 65（1981年 - 1983年）
- 92（1984年）

## 審判出場記録
- 初出場：1987年9月8日、阪神タイガース対ヤクルトスワローズ21回戦（阪神甲子園球場） - 左翼外審
- 3000試合出場：2022年9月18日、阪神タイガース対東京ヤクルトスワローズ22回戦（阪神甲子園球場）、三塁塁審
- 出場試合数：3001試合
- オールスター出場：5回（1993年、2001年、2004年、2011年、2016年）
- 日本シリーズ出場：7回（1999年、2003年、2004年、2007年、2011年、2014年、2017年）
- アジアシリーズ出場：1回（2006年）

（記録は2022年シーズン終了時）